# Hans K. Herdt
Hans Konradin Herdt (* 1935 in Mannheim; † 11. Februar 2021) war ein deutscher Journalist. 

## Leben
Herdt studierte Volkswirtschaft, Geschichte und Soziologie. 1956 trat er in die Wirtschafts- und Handels-Redaktion des Mannheimer Morgen ein. 1969 wurde er stellvertretender Chefredakteur der Börsen-Zeitung und 1986 Chefredakteur. Diese Stelle hatte er bis zum Jahr 2000 inne. 
1999 erhielt er den Ludwig-Erhard-Preis für Wirtschaftspublizistik, 2000 den Herbert Quandt Medien-Preis.